# Phthiria
Phthiria is een vliegengeslacht uit de familie van de wolzwevers (Bombyliidae). De wetenschappelijke naam van het geslacht werd voor het eerst geldig gepubliceerd in 1820 door Meigen.

## Soorten
- P. antiqua Baez, 1985
- P. barbatula Francois, 1969
- P. canescens Loew, 1846
- P. conspicua Loew, 1846
- P. flaveola Coquillett, 1904
- P. freyi Baez, 1985
- P. fulva Meigen, 1804
- P. fulvida Coquillett, 1904
- P. gaedii Wiedemann in Meigen, 1820
- P. intermedia Baez, 1985
- P. lacteipennis Strobl, 1909
- P. lazaroi Baez, 1985
- P. minuta (Fabricius, 1805)
- P. nubeculosa Coquillett, 1904
- P. ombriosus Baez, 1985
- P. pulicaria

Dwergwolzwever (Mikan, 1796)
- P. scutellaris Wiedemann in Meigen, 1820
- P. simonyi Becker, 1908
- P. subnitens Loew, 1846
- P. umbripennis Loew, 1846
- P. vagans Loew, 1846